# Ле-Лем
Ле-Лем (фр. Le Lesme) — муніципалітет у Франції, у регіоні Верхня Нормандія, департамент Ер. Ле-Лем утворено 1 січня 2016 року шляхом злиття муніципалітетів Гернанвіль i Сент-Маргерит-де-л'Отель. Адміністративним центром муніципалітету є Сент-Маргерит-де-л'Отель. Населення — 688 осіб (01.01.2021).